# Jungla

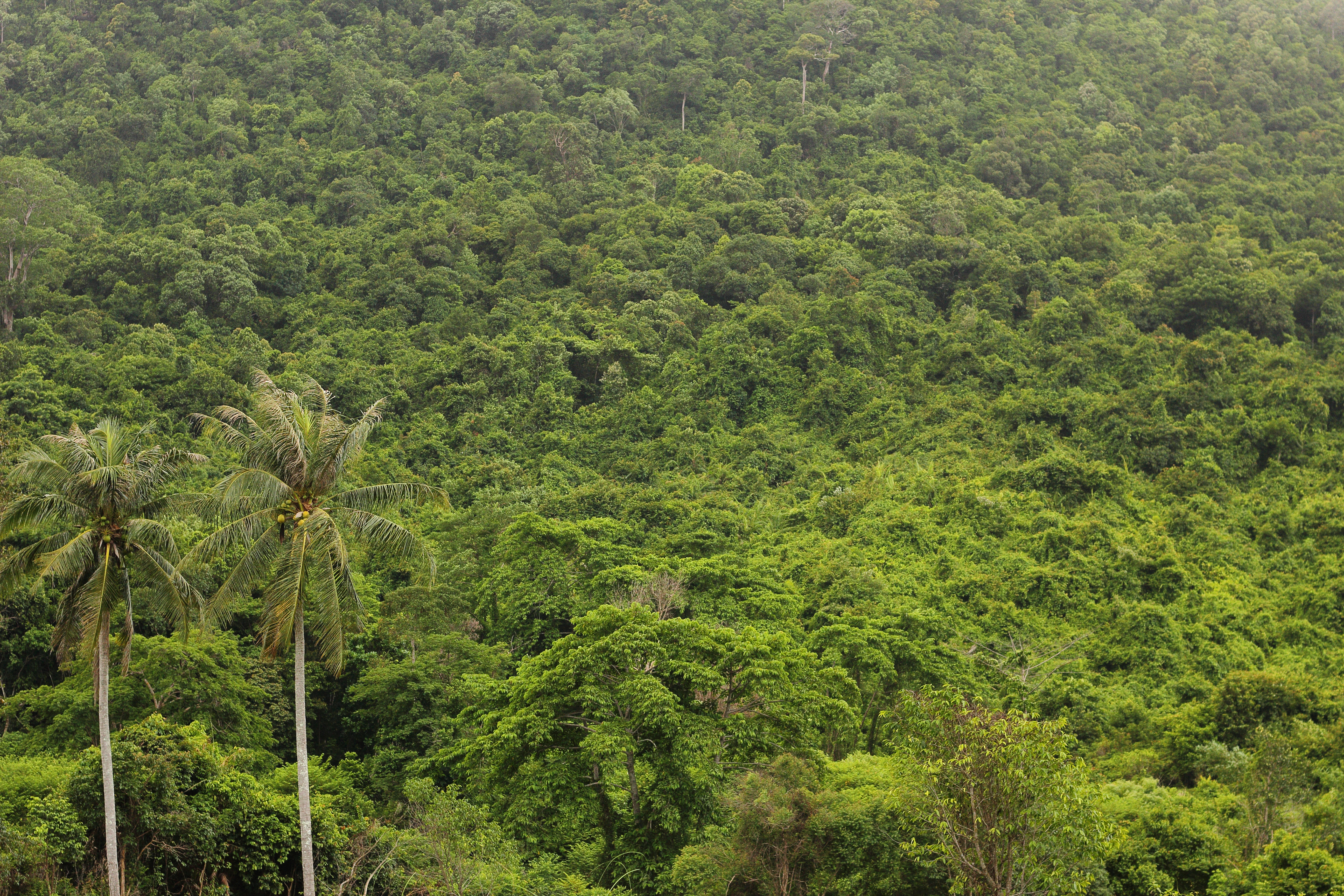
Jungla a Cambodja.

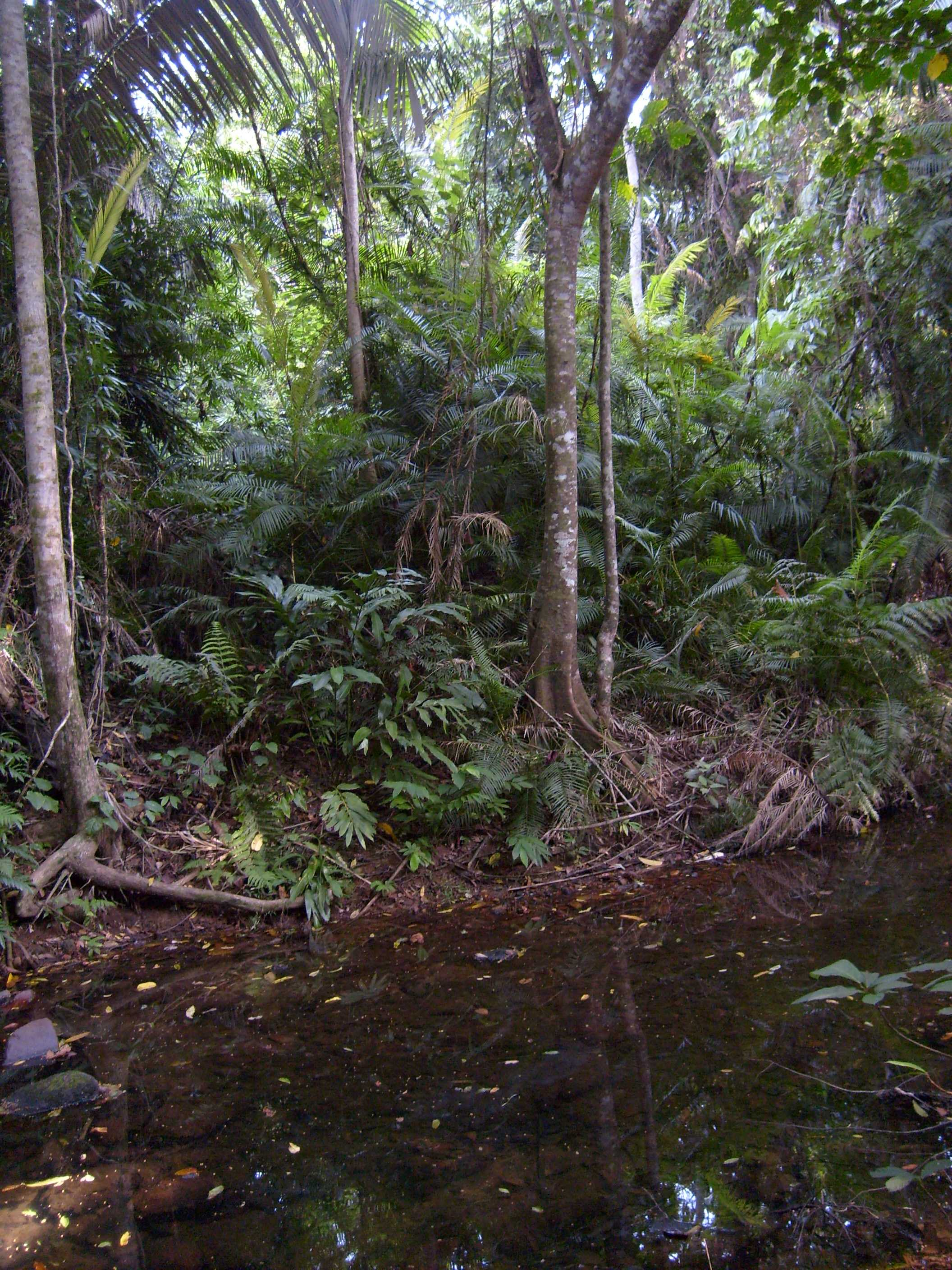
Jungla a l'illa de Tioman, Malàisia

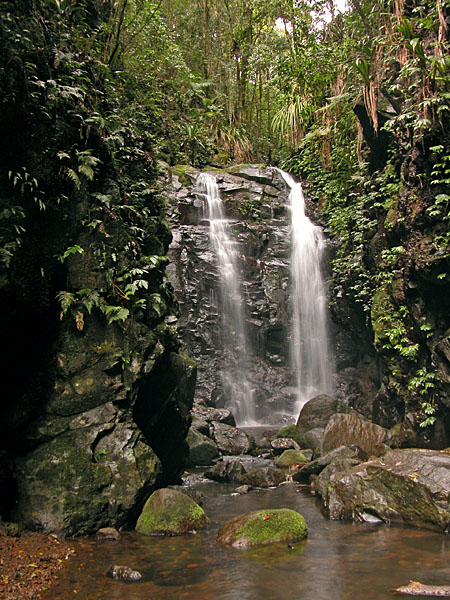
Saltants d'aigua a Lamington National Park, Queensland, Austràlia.

Una jungla és un terreny majoritàriament cobert per vegetació i bosc dens, que es troba típicament en climes tropicals.
Es considera que al voltant del 6% al 7% de la superfície continental de la Terra és classificat com a jungla. Aquests espais tenen un paper important per a la preservació dels ecosistemes. Al voltant del 57% de totes les espècies viuen i es desenvolupen en aquesta mena d'entorns.
El terme es pot utilitzar en un context tècnic per a referir-se a un bosc tropical, un bosc que es caracteritza per una gran biodiversitat i plantes densament entrellaçades, tals com arbres, canyes, lianes, herbes… Com a ecosistema boscós, les "jungles" es troben en zones climàtiques tant equatorials com tropicals.

## Etimologia
La paraula jungla ve del mot sànscrit jangala, que vol dir lloc aspre, àrid i salvatge. Una interpretació anglo-índia va fer evolucionar el sentit del terme fins a adquirir la seva connotació com un dens "bosc embullat". En moltes llengües del subcontinent asiàtic, s'utilitza aquesta paraula per referir-se a qualsevol terra en estat natural, ja sigui bosc, herba baixa o desert, o fins i tot a la vegetació tropical descurada que s'apodera d'espais abandonats. Al català hi va arribar com a manlleu de l'anglès.

## Fauna salvatge
Com que les selves es troben a totes les masses terrestres habitades i poden incorporar nombrosos tipus de vegetació i terra en diferents zones climàtiques, la vida salvatge de les selves és molt variable i, per tant, no es pot definir de manera senzilla.

## Ús variable

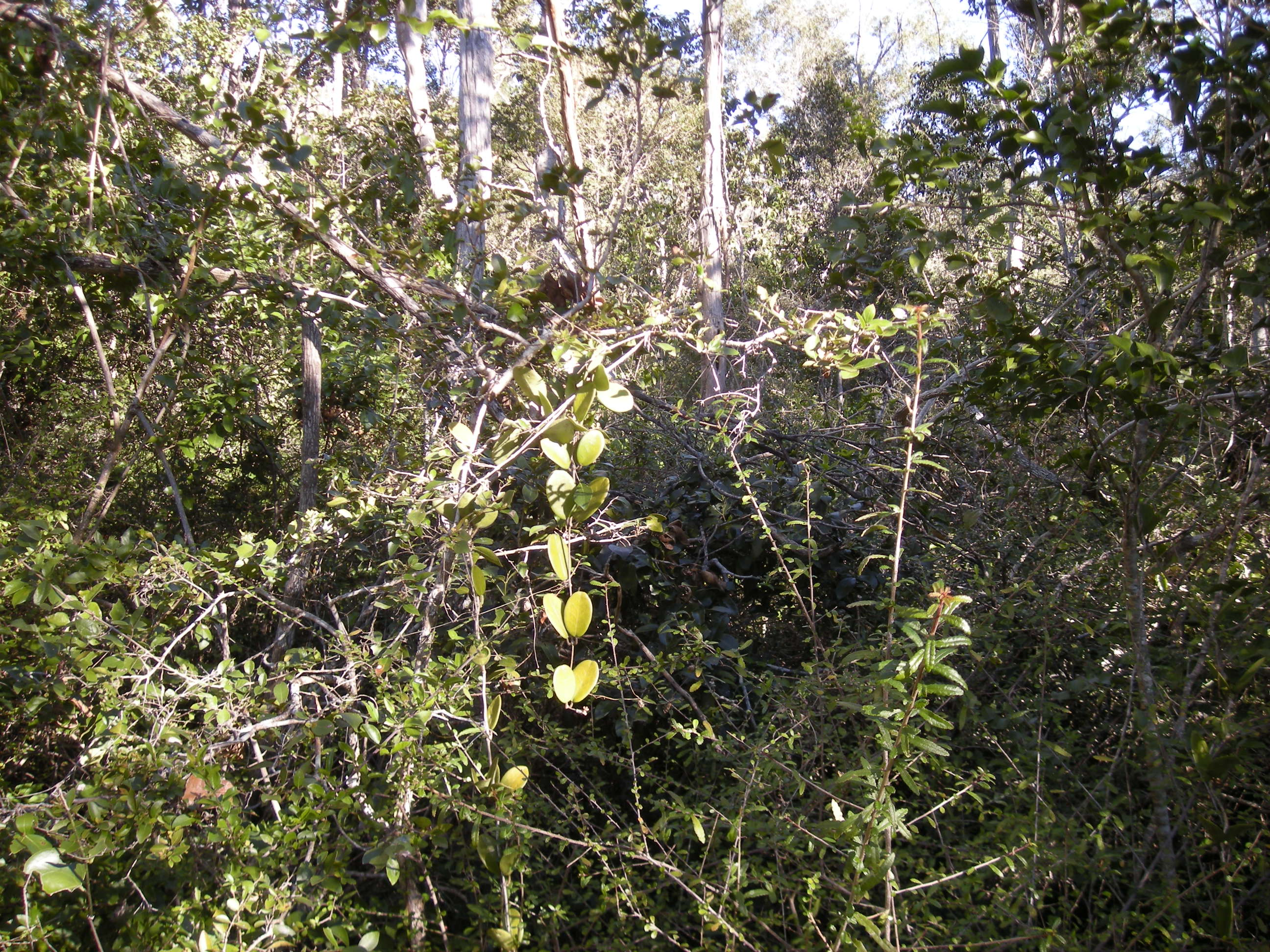
Matoll de vinya, una típica selva embullada, Austràlia

### Vegetació densa
Un dels significats més comuns de selva és un espai cobert de vegetació embullada pel que fa al sòl, especialment als tròpics. Normalment, aquesta vegetació és prou densa per a dificultar el moviment dels humans, i requereix que els viatgers modifiquin el seu camí. Aquesta definició fa una distinció entre la selva tropical i la selva, ja que el sotabosc de les selves tropicals sol estar oberta a la vegetació a causa de la manca de llum solar i, per tant, és relativament fàcil de recórrer. Les selves poden existir dins o als límits dels boscos tropicals en zones on el bosc s'ha obert per pertorbacions naturals, com ara huracans, o per activitats humanes com ara la tala. La vegetació successiva que sorgeix després d'aquesta pertorbació, és densa i embullada i és una selva "típica". La selva també es forma típicament al llarg dels marges de la selva tropical, com ara els marges dels rierols, una vegada més a causa de la major llum disponible a nivell del sòl.
Els boscos monsònics i els manglars s'anomenen habitualment selves d'aquest tipus. Tenint un espai més obert que les selves tropicals, els boscos monsònics solen tenir sotaboscs densos amb nombroses lianes i arbustos que dificulten el moviment, mentre que les arrels de puntal i les cobertes baixes dels manglars produeixen dificultats similars.

### Bosc humit

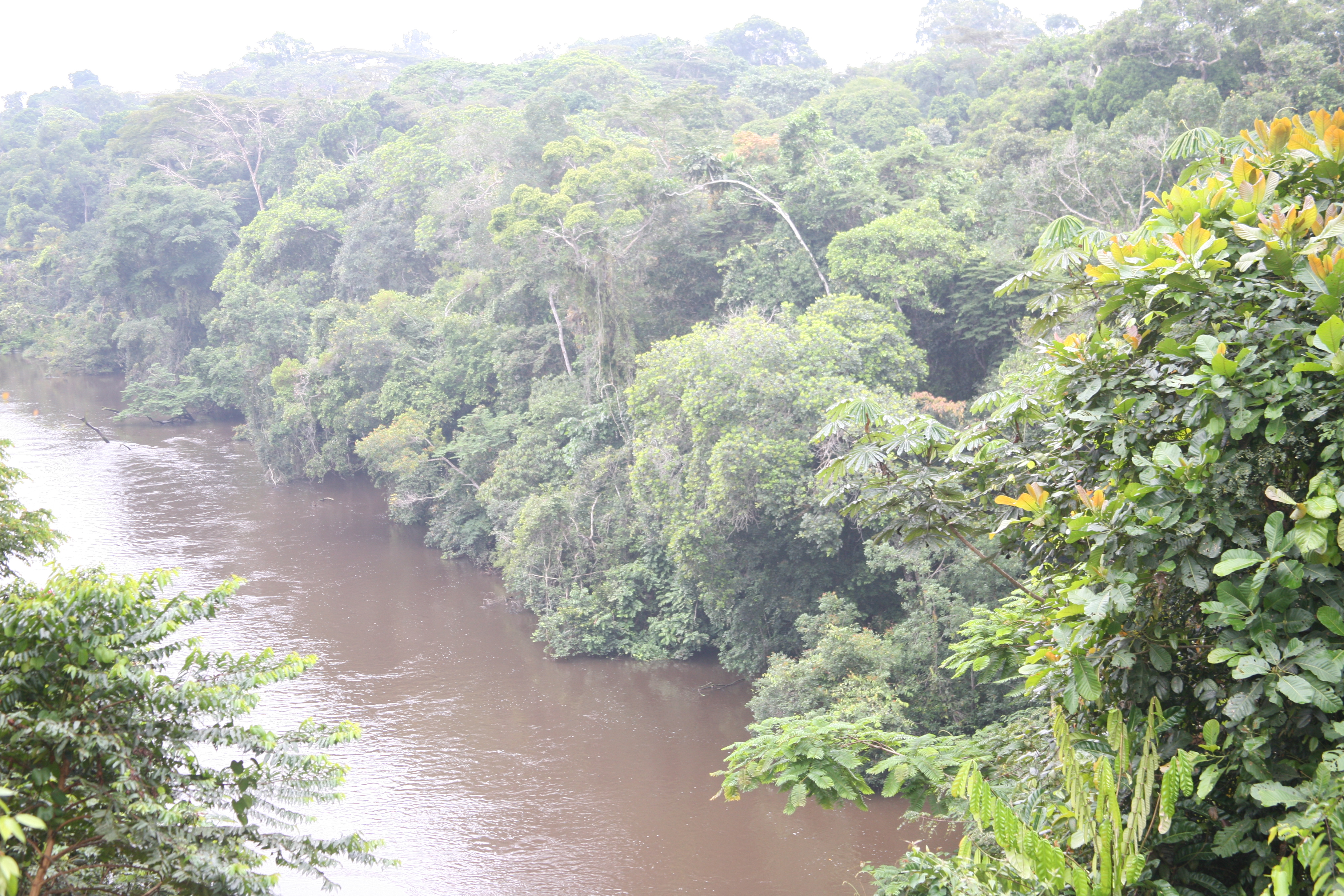
Selva revestint una riba d'un riu a la selva tropical, Camerun

Com que els exploradors europeus van viatjar inicialment a través dels boscos tropicals en gran part per riu, la densa vegetació embullada que revesteix les ribes del rierol va fer un efecte enganyós que aquestes condicions de la selva s'estenien a tot el bosc. Com a resultat, es va suposar erròniament que tot el bosc era una selva impenetrable. Això al seu torn sembla haver donat lloc al segon ús popular de la selva com a pràcticament qualsevol bosc tropical humit. En aquest context, la selva està particularment associada amb la selva tropical, però pot estendre's a la selva nebulosa, la selva temperada i els manglars sense cap referència a l'estructura de la vegetació o la facilitat de viatge.
Els termes "bosc tropical" i "selva tropical" han substituït en gran manera el terme "jungla" com a descriptor de boscos tropicals humits, una transició lingüística que s'ha produït des de la dècada del 1970, que és quan el terme "selva tropical" aparèix als diccionaris. La paraula "jungla" s'utilitzava en més del 80% dels casos per referir-se als boscos tropicals als mitjans impresos abans dels anys setanta; des d'aleshores s'ha substituït constantment per "selva tropical", tot i que "jungla" encara continua sent d'ús comú quan es refereix a les selves tropicals.

### Com a metàfora

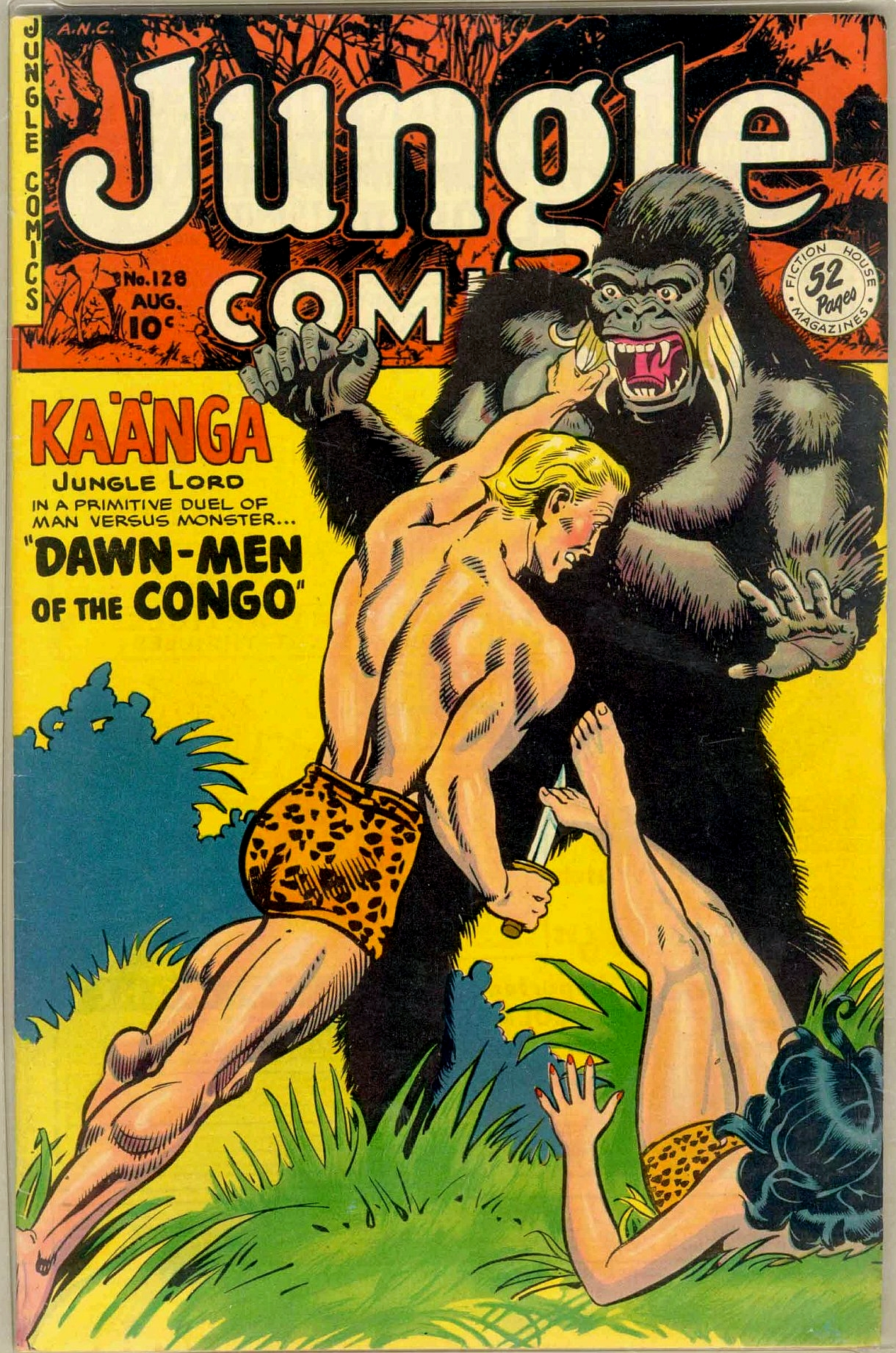
Ús de la selva per representar allò salvatge i feroç en la cultura popular.

Com a metàfora, la jungla sovint es refereix a espais on es donen situacions que són rebels o on hi ha una absència de llei, o on l'única llei es percep com la "supervivència del més apte" o "del més fort". Això reflecteix la visió de les persones que viuen en entorns urbans. Upton Sinclair va donar el títol The Jungle (1906) al seu famós llibre sobre la vida dels treballadors dels Chicago Stockyards, mostrant-los com a explotats sense pietat sense cap recurs legal o d'un altre tipus.
El terme "La llei de la jungla" també s'utilitza en un context similar, a partir del llibre de la selva de Rudyard Kipling (1894). Això no obstant, en la societat dels animals de la jungla que apareixen en aquest llibre i òbviament pensat com una metàfora de la societat humana, la frase es refereix a un complex codi de lleis que Kipling descriu amb detall, i no a un caos sense llei.
La paraula "jungla" comporta connotacions de naturalesa indomable i incontrolable i aïllament de la civilització, juntament amb les emocions que evoca: amenaça, confusió, impotència, desorientació i immobilització. El canvi de "selva" a "selva tropical" com a terme preferit per descriure els boscos tropicals ha estat una resposta a una percepció creixent d'aquests boscos com a llocs fràgils i espirituals, un punt de vista que no s'ajusta a les connotacions més fosques de "jungla".
Els estudis culturals, especialment els crítics postcolonials, sovint analitzen la selva dins del concepte de dominació jeràrquica i la demanda que les cultures occidentals sovint fan a altres cultures perquè s'ajustin als seus estàndards de civilització. Per exemple: Edward Said assenyala que el Tarzan representat per Johnny Weissmuller era un resident de la selva que representava el que és salvatge, tot i que no deixava de ser un mestre blanc d'aquesta; i en el seu assaig "Una imatge d'Àfrica" sobre El cor de les tenebres el novel·lista i teòric nigerià Chinua Achebe assenyala com la selva i l'Àfrica esdevenen la font de temptació per a personatges blancs europeus com Marlowe i Kurtz.
L'exprimer ministre israelià Ehud Barak va comparar Israel amb "un poble de la selva", una comparació que s'havia citat sovint en els debats polítics israelians. Els crítics de Barak al costat esquerre de la política israeliana van criticar fermament la comparació.